# Pothyne birmanica
Pothyne birmanica es una especie de escarabajo del género Pothyne, familia Cerambycidae. Fue descrita en 1930 por Pic.